# 雷电增二
飛馬座ρ，又名BD+08 4961，HD 216735、SAO 127839、HR 8717，是飛馬座的一颗恒星，视星等为4.9，位于銀經80.79，銀緯-44.34，其B1900.0坐标为赤經22h 50m 11.6s，赤緯+8° -44.34′ 57″。